# Vellushaar

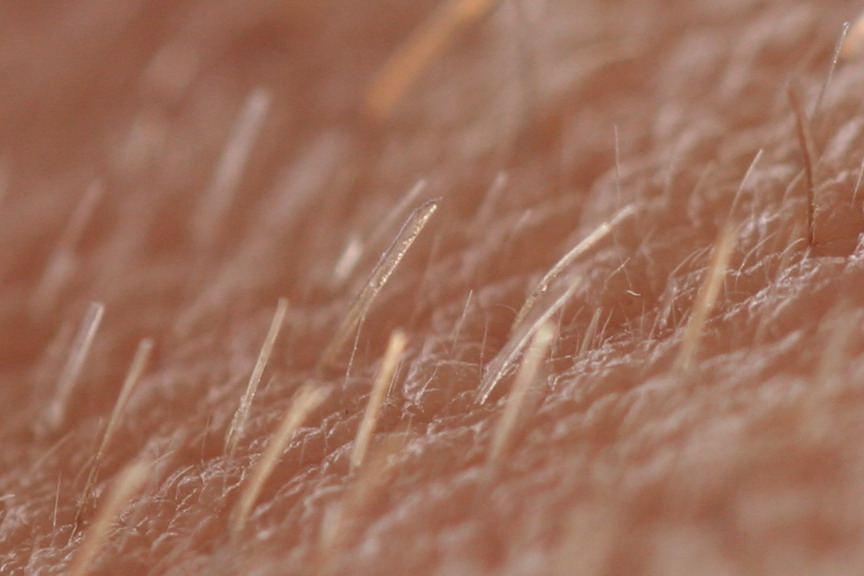
Vellushaartjes op de huid

Vellushaar is de benaming voor niet-gepigmenteerd, kort, dun en donsachtig lichaamshaar. Het is erg zacht en kort haar dat op bijna alle plaatsen van het menselijk lichaam groeit. Het is vaak niet langer dan 2-3 millimeter, en de haarzakjes zitten niet vast aan de talgklieren. Vellushaar is gemakkelijker zichtbaar bij vrouwen en kinderen, omdat zij over minder terminaal haar beschikken.
Vellushaar dient niet verward te worden met lanugo, een veel dikker soort haar dat zich ontwikkelt op foetussen en de lichamen van anorexiapatiënten, in een poging om het lichaam op temperatuur te houden.